# Miconia mourae
Miconia mourae är en tvåhjärtbladig växtart som beskrevs av Célestin Alfred Cogniaux. Miconia mourae ingår i släktet Miconia och familjen Melastomataceae. Inga underarter finns listade i Catalogue of Life.